# Entephria flavoprivata
Entephria flavoprivata là một loài bướm đêm trong họ Geometridae.